# Cinnyris rufipennis
Cinnyris rufipennis е вид птица от семейство Nectariniidae. Видът е световно застрашен, със статут Уязвим.